# Selloum (Algérie)
Pour les articles homonymes, voir Selloum.
Selloum (de son vrai nom Azro g'ethvir qui veut dire « le rocher du pigeon ») est un village de Kabylie (Algérie) situé au nord-est de la Wilaya de Bouira, aux frontières de Ain El Hammam (Tizi Ouzou) et Tazmalt (Béjaïa), occupant une place primordiale au niveau de la commune d'Aghbalou.
Amirouche Aït Hamouda disait de Selloum qu'il est le Caire de la Kabylie à l'époque de la colonisation. C'est un village presque rocheux, entouré de deux rivières (Assif n'Ahlassa et Assif Gu'aghvallou), où on découvre plusieurs sources de gaz et d'eaux minérales.
La population de Selloum ne dépasse pas les 4 000 habitants, toujours dirigés pas un groupe de sages (El oukal). Ce village a pu marquer à lui seul les événements de la Kabylie, et était le premier à soutenir la première chaine de télévision berbère en collectant des fonds.
Les quartiers de Selloum sont : Hevlal, l'Ahlim, Thivhirine, Thadarth, Agoulmime, houlala, Thineswine, Thagounits Athhamou, Agoulel, etc.
Et comme tous les villages de Kabylie, chaque hiver les habitants de Selloum cueillent des olives ; à la fin de la cueillette chaque maison ou chaque famille possède des quantités variées de l'huile d'olive qui est considérée comme le principal produit alimentaire qui accompagne la majorité des repas traditionnels kabyles de Selloum.
Une partie de  la population de Selloum est immigrante, elle vit généralement en France, et chaque été le village reçoit, avec bon accueil, ses fils qui reviennent des terres lointaines pour ainsi passer les vacances en profitant de la quiètude leur village.
Les mariages, les fêtes sont toujours considérés comme des occasions de détente et d'amusement. Des moments exceptionnels où les villageois se rencontrent et parlent de tout, surtout de la vie quotidienne.